# Medebach
Medebach – miasto w Niemczech, w kraju związkowym Nadrenia Północna-Westfalia, w rejencji Arnsberg, w powiecie Hochsauerland. Liczy 7 912 mieszkańców (2010).
Miasto w roku 1994 gościło ok. 8000 członków Europejskiej Wspólnoty Historycznych Strzelców (EGS), których honorowym gościem był Kanclerz Niemiec Helmut Kohl.

## Współpraca
Miejscowości partnerskie:
- Locminé, Francja
- Worbis – dzielnica Leinefelde-Worbis, Turyngia